# Храм Святого Иакова Старшего (Брно)
Храм Святого Иакова Старшего — позднеготический трехнефный зальный храм, который расположен на Якубской площади в городе Брно (Чешская Республика). Его история восходит к началу XIII века. Храм является знаменитым и хорошо сохранившимся памятником городской церковной архитектуры на территории Чехии. Здесь, в храме, похоронен защитник города от шведской осады маршал Жан Луи де Суше. Так же храм является национальным культурным памятником с 1995 года и имеет статус приходского храма.

## История строительства

#### Храм в романскую эпоху и в эпоху расцвета готики (XIII—XV вв.)
Первое упоминание о церкви относится к 1228 году из документов Пржемысла Отакара I, который подтвердил все права прихода 7 ноября, а также получил покровительство цистерцианских монахов из Ославанского монастыря. Епископ Оломоуцкий освятил церковь где-то между 1228 и 1231 годами и в документе от 1231 года подтвердил ещё раз права прихода и его границы. В этом документе говорится, что церковь была основана маркграфом Владиславом Генрихом. Таким образом, первое романское здание было построено где-то между 1201 и 1222 годами. В это время он служил исключительно для нужд немецких, фландрских и валлонских колонистов. Так же, позднее, возле храма возникло кладбище, которое с 1293 года уже было доступно всем настоятелям. Вероятнее всего первоначальная структура здания по типологии не отклонялась от Моравской романской архитектуры того времени, это базилика с тремя нефами с парой западных башен и хором.
Исходя из археологических находок можно утверждать, что в конце XIII начале XIV веков романская церковь была заменена на готическую, примерно того же размера, что и существующая сейчас. Но, по не понятным причинам, и она была почти полностью без каких либо остатков снесена и заменена на тот храм, что мы можем видеть сейчас. Так же в это время было основано множество алтарей, например св. Вита (1413), свв. Филиппа и Иакова (1423) или св. Анны (1446).

#### Позднеготическая фаза.
Новое здание позднеготической приходской церкви, согласно последним находкам, датируется периодом, со строительством алтаря, до середины XV-го века. Это подтверждается договором, который был заключён в 1446 году, и согласно которому сумма в две горсти грошу составляла субсидию на строительство, которую пастор должен был ежегодно сдавать монастырю в Ославе. Согласно более поздним заключениям, на основе стилистического анализа, строительство пресвитерия относится к периоду до начала гуситского религиозного движения, то есть к концу XIV века. Ян Седлак (чешский историк искусств) доказывает это тем, что осевое расположение опорных столбов напоминает почерк Петра Парлержа. Похожее расположение находится в южном вестибюле храма Святого Вита в Праге от самого Петра Парлержа. Кроме того профиль межоконных рёбер, оконный масверк или горгульи в окончании опорных столбов несут характерные парлержовские знаки. На остальных архитектурных деталях (балдахин, консоль у начала столба-устоя) видно влияние другого строителя, Лоренца Спеннинга, который принимал участие в строительстве собора Св. Стефана в Вене.
Историк архитектуры Пётр Крупа говорит о том, что архитектурные детали относятся к работе венской святостепанской строительной мастерской, но целый концепт собора исходит из области под Дунаем. Он показал явное сходство конструкции с храмом Св. Духа в Гейдельберге, где, помимо всего прочего, использован особый нервюрный свод в деамбулатории.
На северной стороне бокового нефа сохранилась бывшая прихожая, где на притолоке внутри имеется специальное обозначение (знак) строителя-каменщика Антона Пильграма сопровождающееся текстом: «1502 Ist Angefa[n]Gen Dy[se] Seiten» (нем.яз.: «1502 была начата эта сторона»). Пильграм родился в городе Брно, работал он здесь в 1500—1515 годах, после чего уехал работать в Вену. Его авторство в храме Святого Иакова Старшего задокументировано не только в северном вестибюле, чьи два входа в настоящее время замурованы, но и на винтовой лестнице в ризнице 1510 года (в 1874 году была снесена). Она вела на чердак и имела каменные перила.
27 апреля 1515 года во время строительства в храме произошёл пожар, который привёл к падению крыши, что впоследствии разрушило все алтари и колокола в башнях. Уже в 1516 году был освящён новый главный алтарь. Также в храме имеется рельеф «Оплакивание Христа» (1518 год) и рельеф «Распятие Христа» (1519 год). Кровля после пожара была восстановлена, вероятно, ещё до начала 1530 года. Наос и боковые нефы были перекрыты сводами в стиле ренессанс в 1570-х годах строителем Иоганном Старпеделем (нем. Johann Starpedel) и каменщиком Пьетро Габри. Согласно указанной дате, 1526 год, была завершена каменная лестница, ведущая на кафедру, с особыми, усложнёнными масверками в стиле пламенеющей готики. На лестнице имеется вырезанный знак каменщика Мерта Хюбла (нем. Mert Hübl), которому и принадлежит её авторство. Вероятнее всего, что Хюбл вёл строительство храма в 1520-1530 годах. Затраты на строительство церкви и её покровительство в 1532 году были переданы от Ославанского монастыря королю Фердинанду I, который впоследствии передал городу. В 1581 году вышеупомянутым Старпеделем, а также остальными каменщиками, такими как Матиас Шрам (нем. Mathias Schram) и Вольфгангом Нагелем (нем. Wolfgang Nagel), была построена двойная винтовая лестница в главной башне, которая вела в хор. Башня, постройка которой была датирована приблизительно концом XV века, в 1592 году была увеличена в высоту на часть с часами и завершена остроконечной крышей в стиле ренессанс, под руководством Антонио Габри и согласно эскизу Симона Тауха (чеш. Šimon Tauch). Именно в это время высота башни достигла 92 метра, какой и является на данный момент. Во время Тридцатилетней войны храм не был значительно повреждён, поэтому не возникло никакой потребности в его восстановлении и реставрации. Большая часть храма на сегодняшней день осталась в стиле поздней готики.

#### Период барокко (XVII век — 1870-е года)
Период барокко в первую очередь связан с заменой старой мебели в интерьере храма, а также была произведена незначительная реконструкция. В 1666 году для главного алтаря была приобретена картина Яна де Хердта, в следующем году алтарь был полностью обновлён. В 1684 году кафедра храма была дополнена рельефами, ступенчатым навесом со статуями святых и металлическими перилами. Корпус органа вырезал скульптор Антонин Рига, который также изготовил скамейки в хоре и наосе. На переломе XVII—XVIII веков из-за плохого состояния были полностью заменены кровля здания и перекрытие. Ремонтные работы были произведены плотником Антоном Эбенбергером и медником Себастьяном Ридлом, которые закончили работу в 1724—1725 годах. Те же ремонтные работы требовались и башне. 12 июня 1729 года в башню ударила молния, из-за которой возник пожар. Пожар удалось быстро потушить.
Основная бароккоизация интерьера была осуществлена в 1750—1769 годах благодаря оломоуцкому канонику Яну Вацлаву из Фрейнфельса. Во время реконструкции старые деревянные алтари были заменены на мраморные, изготовили их каменщик Матиас Ранкл и Ян Феликс Лажатка. Некоторые мраморные алтари до сих пор находятся в церкви. В середине хора был построен двухсторонний главный алтарь, на сегодняшний день не сохранившийся, облицованный чёрным мрамором с картинами Франца Антона Палко (спереди) и Йозефа Штерна (сзади).
В 1743—1746 годах большая крипта в западной части церкви была реконструирована и расширена. Кладбище, которое располагалось вокруг церкви, от 1784 года постепенно упразднялось, а вместе с ним постепенно исчезли и некоторые уличные часовни. Большинство материала от часовен и надгробных плит было использовано для мощения улиц или продавалось на материал.

#### Реготизация (1871—1879)
В конце XIX столетия городской совет принял решение о реконструкции и возвращении храму прежнего готического вида. В 1870 году был создан специальный строительный коллектив, который осуществлял реконструкцию здания. Изменения осуществлялись с 1871 по 1879 год.
Были снесены внешние постройки вокруг храма, южный готический нартекс, старая ризница (была заново построена на этаж выше и на треть длиннее). Много изменений и реконструкций было произведено и на фасаде, многие каменные элементы были заменены или добавлены. Также и медное покрытие крыши было заменено на новое. На южной и северной сторонах были выбиты некогда заложенные готические окна, в них и во все остальные окна были установлены новые оконные масверки.
В интерьере церкви были так же произведены изменения. Были убраны маленькие алтари, с остальных сняли скульптуры и картины. Главный алтарь был разобран и замещён новым неоготическим, который был спроектирован в 1881 году. Интерьер и экстерьер были снова оштукатурены. 15 августа 1879 года церковь была вновь открыта.

#### История храма с 1900 года.
В 1900 году с башни был снесён купол, а уже на следующий год была возведена металлическая конструкция, и купол был заново перекрыт металлом в первоначальный вид. Незадолго до начала Второй мировой войны, в 1937—1939 годах, в храме были произведены ремонтные работы, было заменено внутреннее мощение, также заменили некоторые архитектурные элементы и несколько каменных блоков основания. Во время войны церковь не была значительно повреждена, сильно пострадали лишь окна с витражами от падающих в нескольких десятках метрах от храма бомб. В 1990-х годах весь внешний фасад здания был снова оштукатурен, а также была произведена реставрация каменных элементов.
Храм Святого Иакова Старшего в Брно за свою бесспорно богатую историческую и культурную ценность был признан памятником культуры в 1958 году, а в 1995 году был объявлен Национальным памятником культуры.
В 2015 году в рамках проекта Monumentum sacrum Brunense и с помощью грантов норвежского фонда храм был реконструирован и обновлён. Интерьер, включая и мебель, был восстановлен и обновлён. Была отремонтирована крыша. Башня и хор были открыты для посещений в рамках постоянной экспозиции об истории и других аспектах жизни храма. Здание было закрыто на реставрацию 12 января 2015 года, но уже 28 апреля 2016 состоялось официальное открытие отреставрированного храма, а вместе с ним и выставки.

## Архитектурное описание экстерьера

#### Пресвитерий (хор)
У церкви Святого Иакова снаружи хорошо виден пресвитерий. Архитектурный план пресвитерия — это половина шестиугольника, где каждая из трёх сторон отделена контрфорсом, украшенным в верхней части парами горгулий, с животными мотивами. Между горгульями, в верхней части контрфорса, находится треугольный вимперг с мотивом тройного листа, который визуально даёт элементу здания ощущение вертикальности: кажется, что здание ещё выше устремляется к небу. Верхние грани контрфорса, над горгульями, украшены крабами, типичными для XIV века. Наивысшая точка контрфорса украшена сравнительно большим стилизованным букетом. Над контрфорсом находится только карниз, который украшен цветочным мотивом и обегает здание по всему периметру. Каждая отдельная стена пресвитерия разделена двумя высокими окнами почти от основания и до потолка здания. Каждое окно в свою очередь разделено на три одинаковые узкие части, каждая из которых заканчивается стрельчатой аркой с мотивами тройного листа. Целое окно закачивается так же стрельчатой аркой внутри которой находится масверк, и здесь присутствует мотив тройного листа. Второе окно той же стены идентично за исключением масверка, он отличается узором. Окна отделены друг от друга декоративным контрфорсом, наверху которого присутствует декоративный элемент — фиала. Все три стены пресвитерия одинаковы.

#### Северный и южный фасады
Боковые стороны храма содержат 9 контрфорсов, между ними 8 стен. На южной стороне церкви в каждой стене располагается по два узких высоких окна, и все стены одинаковы за исключением тех трёх стен, на двух из которых находится вход в храм в виде портала с богатым декорированием. Третья стена отличается только окном, которое расположено в уровень с остальными окнами, но начинается примерно в половине стены. Капелла и ризница пристроены к храму на северной стороне, что немного нарушает ритм контрфорсов и окон. Капелла украшена огненным готическим декором, над которым находится атипичное круглое окно. Ризница больше капеллы и имеет больше декора на своём фасаде.

#### Западный фасад
Главный фасад церкви, который размещён на западе и где находится центральный вход, выглядит довольно скромно. Здесь доминирует только высокая башня в форме четырёхугольной призмы, которая своей высотой значительно превосходит все окружающие постройки. Главный фасад по бокам ограничен фиалами, а по левую сторону от башни к фасаду пристроена внешняя лестничная башня, ограниченная декоративными контрфорсами. Портал у главного входа не особо декорирован, кроме архивольт здесь нет других элементов. Портал высокий и выполнен в форме стрельчатой арки, которая повторяется три раза меньшего размера во всю толщину стены башни. Прямо над порталом размещены окна друг над другом по одному на этаж, всего их здесь три. Прямо под куполом башни находятся часы.

## Интерьер
Как было указанно выше, это трёхнефный зальный храм. У зального храма отсутствует трансепт. Храм имеет размеры 64 х 22 метра. Интерьер храма состоит из наоса, двух боковых нефов, деамбулатория, хора, нартекса, ризницы и капеллы. Строительство храма началось с северной стены, в которой находится ризница и капелла. Но строительство было в XVI веке приостановлено, из за чего в XVIII веке интерьер прошёл бароккотизацию, которая после себя оставила семь боковых алтарей, варган, кафедру и мебель. Остальная часть интерьера относится к готике. Восточная часть храма перекрыта особым парлержским нервюрным сводом. Особое внимание привлекает пресвитерий с полигональным деамбулаторием. На пресвитерий, который очевидно старше, примыкают нефы зального храма. Наос шире чем боковые нефы. Нефы от нартекса отделены подобием триумфальной арки. В интерьере костела имеется множество надгробий известных деятелей, среди которых можно выделить надгробие маршала Жан Луи де Суше — командующего обороны во время осады города в 1645 году.
Небесная атмосфера благоговения, тишины и величия царит в интерьере храма. Высокие готические колонны, устремившись к сводам костёла, поражают своей красотой и размерами. Продолговатые окна с цветными витражами, размещенные во всех стенах, наполняют храм спокойным, умиротворённым дневным светом, который освещает все великолепие готической архитектуры. На небольшой возвышенности, в пресвитерии, посередине, находится главный алтарь. На сводах храма находятся фрески. Созданная в 1526 году кафедра проповедника заслуживает особого внимания. На ней изысканно изображены различные сцены из библейских писаний и оформлена она в разных стилях. Кафедра изготовлена из камня и размещается посередине храма у колоны левого нефа. Храм открыт для посещений, а также в нём и по сей день проходят церковные обряды и службы.

#### Алтари
Главный алтарь: неоготический, спроектирован Генрихом фон Ферстелем в 1881 году, строительство осуществлял Иоганн Эдуард Томола (1888—1895). Выполнен алтарь из разноцветного мрамора на котором находятся скульптуры из песчаника (св. Кирилл, св. Мефодий). Размещён главный алтарь в центре пресвитерия.
В нефе преобладают алтари со времён позднего барокко с середины XVIII века, изготовленные из цеховицкого мрамора (серый и красный) и эшфордского чёрного мрамора.
По левую сторону это:
1. Алтарь: Христос в темнице (Ecce Homo), скульптура Христа, со связанными руками принесённая в храм в 1785 году.
2. Алтарь: Вознесение Девы Марии. Картина с 1769 года.
3. Алтарь святого Иосифа. Картина, изображающая смерть святого Иосифа.
4. Алтарь святой Троицы. Состоит алтарь из двух картин: св. Троица и поклонение волхвов, так же по бокам на консолях стоят скульптуры св. Яхима и св. Анны, по середине находится скульптура «Праздник непорочного сердца Марии».

По правую сторону:
1. Алтарь четырнадцати святых помощников.
2. Алтарь: Тайная вечеря, (картина со скульптурой св. Барбары)
3. Алтарь святого Яна Непомуцкого.

## Костница
В подземельях храма обнаружена вторая по размеру костница в Европе. Предположительно, в ней содержатся останки 50.000 человек. Начиная с июля 2012 года костница открыта для посещения туристами.

## Галерея
- Северная сторона с лестничной башней
- Южные готические окна
- Вид на крышу храма с юга
- Новоготическая ризница
- Окна пресвитерия
- Вид на башню храма с площади Свободы
- Горгульи
- Кафедра проповедника
- Интерьер храма. Вид на запад с хора
- Надгробье Жана Луи де Суше
- Главный Вход в храм. Западный фасад.
- Панорама города и вид на башню
- Боковой Алтарь святого Иосифа